# Неговцы
Не́говцы (укр. Негівці) — село в Верхнянской сельской общине Калушского района Ивано-Франковской области Украины.
Население по переписи 2001 года составляло 1286 человек. Занимает площадь 18,69 км². Почтовый индекс — 77325. Телефонный код — 03472.